# Kabinett Schulz
Das Kabinett Schulz bildete vom 5. November 1874 bis 30. September 1883 die von Herzog Wilhelm eingesetzte Landesregierung des Herzogtums Braunschweig.
Das Kabinett musste 1883 neu gebildet werden, da der bisherige Vorsitzende Wilhelm Schulz aus Altersgründen ausgeschied. Finanzminister Hermann von Görtz-Wrisberg übernahm seine Nachfolge.
| Amt                                                                    | Name                                                                                              |
| Vorsitzender des Staatsministeriums Auswärtige Angelegenheiten Inneres | Wilhelm Schulz                                                                                    |
| Finanzen                                                               | Friedrich Zimmermann, 5. November 1874 – Oktober 1876 Hermann von Görtz-Wrisberg, ab Oktober 1876 |
| Justiz-, Kirchen- und Schulangelegenheiten                             | Eduard Trieps, 5. November 1874 – 1881 Heinrich Friedrich Adolf Wirk, ab 1881                     |